# Cepora nerissa
Cepora nerissa is een vlindersoort uit de familie van de Pieridae (witjes), onderfamilie Pierinae.
Cepora nerissa werd in 1775 beschreven door Fabricius.

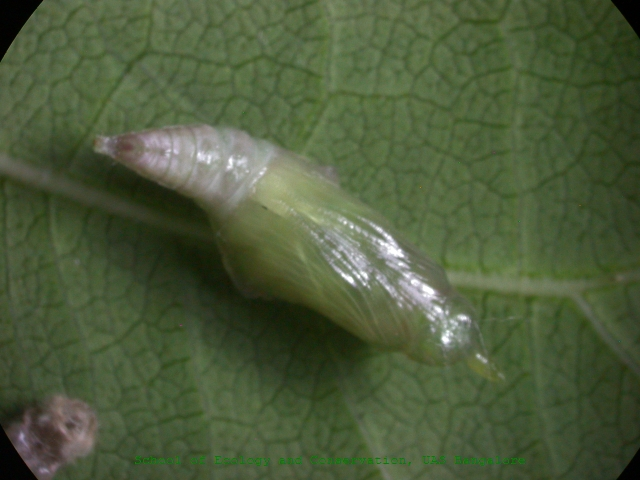
Pop